# Густав Кунце
Густав Кунце (нім. Gustav Kunze; 4 жовтня 1793 — 30 квітня 1851) — німецький ботанік, міколог, зоолог (ентомолог).

## Біографія
Професор зоології у Лейпцизькому університеті; з 1837 року — директор Ботанічного саду в Лецпцизі. У 1851 році він був обраний іноземним членом Шведської королівської академії наук.

## Почесті
На честь Кунце названо ендемічний австралійський рід чагарників родини миртових: Kunzea Rchb. (1828) — Кунцея.

## Окремі наукові праці
- «Deutschlands Schwämme» — Лейпциг, 1816.
- «Mykologische Hefte» — Лейпциг, 1817—1823, з 4 табл.
- «Die Farrenkräuter in colorirten Abbildungen. Schkuhr’s Farrenkräuter» — Лейпциг, 1840—1851, 2 т., з 140 табл.
- «Schkuhr’s Riedgräser» — Лейпциг, 1840—1850, з 50 табл.